# Château de Tancarville
Pour les articles homonymes, voir Tancarville (homonymie).
Le château de Tancarville est un ancien château fort, du XIe siècle, dont les vestiges se dressent sur le territoire de la commune française de Tancarville dans le département de la Seine-Maritime, en région Normandie.
Le château, propriété privée, est classé au titre des monuments historiques.

## Localisation
Les ruines du château sont situées, sur un éperon triangulaire, sur une falaise crayeuse dominant la Seine à 1 kilomètre au sud-est de l'église Saint-Michel, sur la commune de Tancarville, dans le département français de la Seine-Maritime. Il protégeait l'entrée de la Seine.

## Historique

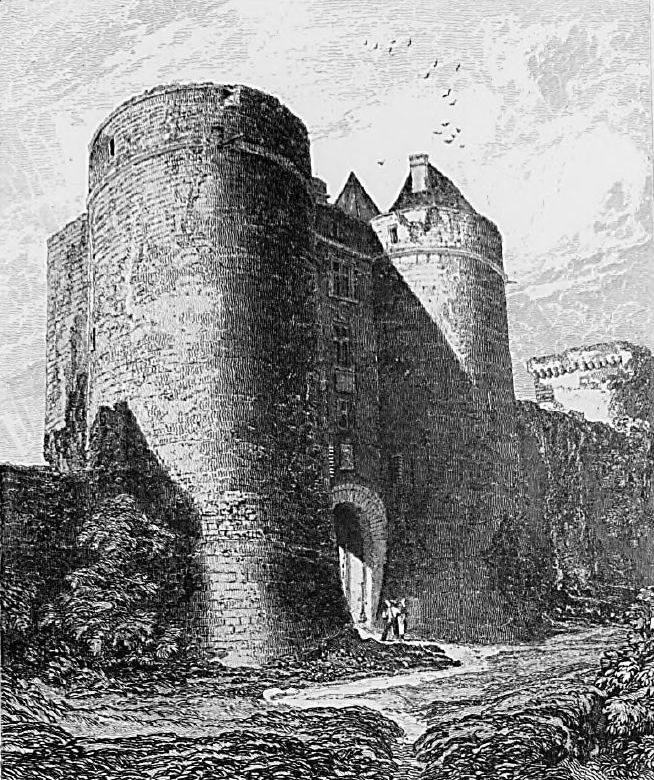
Château de Tancarville, en 1822, dessin conservé à la BNF.

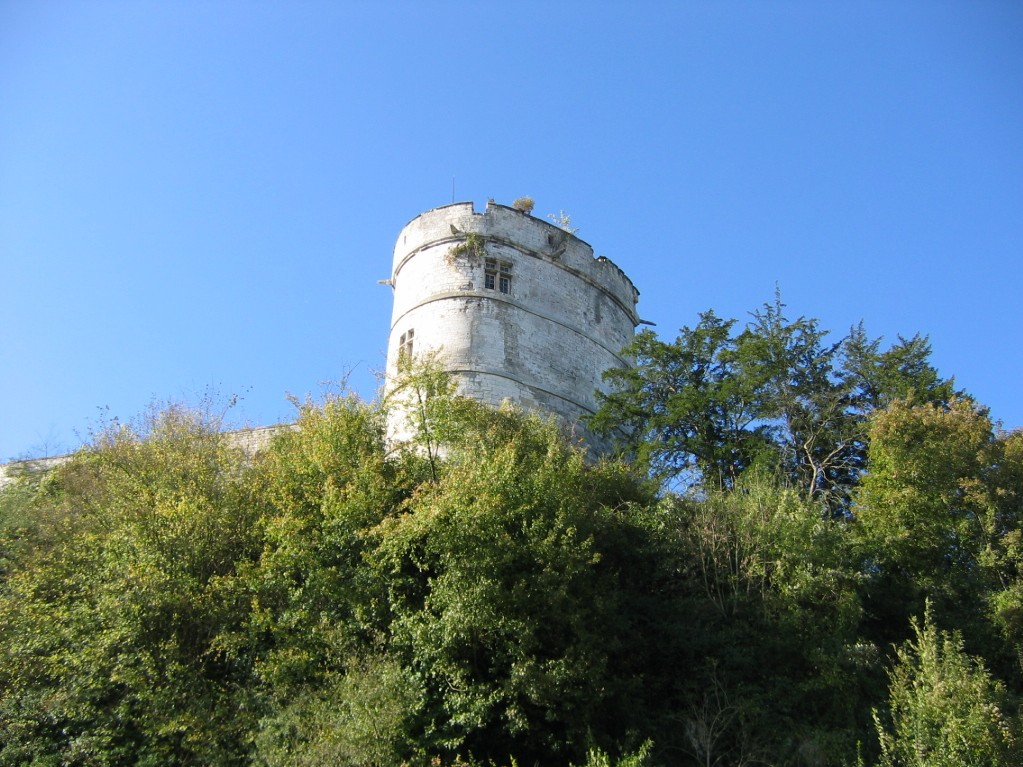
Château de Tancarville, détail.

Le premier seigneur, Tancrède, ne donne que son nom au domaine. C'est son petit-fils, Raoul de Tancarville, précepteur puis chambellan du duc Guillaume le Bâtard, qui après avoir fondé en 1050 l'abbaye Saint-Georges de Boscherville, obtient l'autorisation du duc d'édifier un château. Celui-ci est complété au début du XIIe siècle avec la tour Carrée du sud-ouest, probablement le donjon roman, dont les murs font 1,65 mètre d'épaisseur.
En 1316, Jeanne de Tancarville, unique héritière, épouse Jean II de Melun. Son fils devient le second comte de Tancarville. En 1364 le comté de Tancarville est séparé de celui de Longueville. En 1417, la comtesse Marguerite de Tancarville se marie avec Jacques d'Harcourt. En 1418 au moment de la conquête de la Normandie par Henri V d'Angleterre, le titre de comte de Tancarville, Earl of Tankerville est donné à Jean de Gray (John Grey), tandis que dans le royaume de France il était porté par la famille d'Harcourt qui va récupérer le château après le départ des Anglais.
En 1468 est édifiée une salle de réception. Ensuite le fils du grand Dunois, François Ier d'Orléans-Longueville en hérite en 1488. En 1505 le roi de France Louis XII érige le comté de Longueville en duché et Tancarville n'est plus qu'un comté annexe. En 1590, on trouve Jean III d'Aché, au poste de capitaine.
Le château passe successivement des Orléans-Longueville aux Montmorency, aux La Tour d'Auvergne. C'est le comte d'Évreux et de Tancarville, Louis de La Tour d'Auvergne (1679-1753) qui au début du XVIIIe siècle (1709) fait construire le « Château Neuf », un grand bâtiment en style classique qui vient s'appuyer sur les parties médiévales de l'édifice. Après 1789, le château est pillé et en partie incendié.
Pendant 29 ans, de 1910 à 1939, le château a été loué par M. Fernand Prat et son épouse née Jehanne Leblanc (sœur de Maurice Leblanc) qui y ont reçu nombre de personnalités des arts et lettres : Maurice Maeterlinck et sa compagne Georgette Leblanc, Colette, Margaret Caroline Anderson, James Joyce, Bertrand de Jouvenel, Pierre Lecomte de Noüy, Louis Fabulet.
Dans les années 1960, le château sert de colonie de vacances pour les enfants de la région.
Le château appartient aujourd'hui[Quand ?] à Saqqara, société civile immobilière de Mérignac (Gironde), au capital de 1 000 000 €, immatriculée au R.C.S de Bordeaux sous le numéro 420057408, qui propose depuis 2001 d'y aménager des appartements de luxe. En attendant d'être réhabilité, il reste fermé au public et certaines parties se dégradent.
Selon la presse, cet état de fait découlerait d'une escroquerie :  approché par des intermédiaires ou des « apporteurs d’affaires », un groupe d’une dizaine de footballeurs rachète en 2013 le château, avec comme projet de restaurer la bâtisse et d’y aménager dix-neuf logements, dans le but de bénéficier de déductions fiscales en échange de travaux de réhabilitation, grâce à la loi Malraux de 1962 sur la protection du patrimoine historique. En 2019, seul un bout de toiture avait été réparé, et la mairie a dû prendre un arrêté interdisant l'accès du public au site, compte tenu de la dangerosité de celui-ci,.

### Anecdotes
Maurice Leblanc, auteur des Arsène Lupin, a écrit Le Bouchon de cristal dans la tour de l'Aigle qui date du XVe siècle.
En janvier 1933, un sanglier d’une taille hors norme est chassé dans le bois du château. Il fut surnommé  « le solitaire », la hure est désormais conservée au manoir du Clap.
Les sires de Tancarville prenaient souvent le plaisir de la chasse au héron. Ils avaient à Tancarville une héronnière, à laquelle, à leur grand déplaisir, les aigles venaient de temps en temps faire visite, aussi payaient-ils cinq sols par nid d'aigle qu'on leur apportait. Le lieutenant du capitaine du château, Jehan de Livet, ne dédaignait pas ce soin en même temps ce profit ; les registres de Tancarville en font foi : « A Jehan de Livet pour avoir déniché un nid d'aigles le 13 juin 1411 dans le bois de Tancarville, pour ce que les aigles faisaient de jour en jour grand dommage en la Héronnière ».

## Description
Le château, reconstruit au XIIe siècle, puis renforcé au XVe siècle par la famille d'Harcourt, se présente sous la forme d'une grande enceinte de plan triangulaire flanquée de tours. Le logis seigneurial prend appui sur la courtine occidentale. À l'est se dressaient le châtelet, la tour du Lion, la tour Coquessart. La tour de l'Aigle défendait le front nord. Du donjon qui formait un bastion en amande, isolé au bout d'une rampe, il n'en reste que quelques ruines.
Le rempart côté sud, qui domine la Seine, n'est qu'une simple courtine renforcée par des contreforts reliée côté sud-ouest à la grosse tour Carrée, haute de 20 mètres, divisée en quatre niveaux et desservie par une tourelle d'escalier. À la pointe du triangle, au nord-est, se dresse la tour de l'Aigle, grosse tour en éperon, haute de trois niveaux marqués chacun par un bandeau de pierres horizontale, à laquelle donne accès une petite tour polygonale. Le front nord est défendu, en son centre, par un châtelet avec ses deux tours jumelles et par une large et puissante tour qui servit de magasin à munitions, la tour du Lion.
Du côté ouest, se trouvaient les logis seigneuriaux et le donjon construit, au XVe siècle, par la famille d'Harcourt, et dont il ne subsiste rien. Ce donjon avec son plan en amande, bâti hors des fortifications au nord-ouest était accessible par une longue rampe commandée en son centre par deux tourelles. Les deux tours qui fermaient l'accès de la rampe, la tour Coquessart, de plan hexagonal, et la « Vieille Tour » du XIIe siècle, de plan rectangulaire et plus petites sont toujours debout mais très ruinées.
Du logis, aujourd'hui à l'état de vestiges, on trouvait la chapelle, édifiée en 1131, en avant de la Vieille Tour, la salle des chevaliers (1410), avec les restes de cheminées et ses arcades ogivales du rez-de-chaussée, le corps de logis, éventré, une grande salle avec sa façade de briques et de pierres alternées qui donne accès à la tour de la Collecte construite sur le rempart et deux petites salles, dont l'une vient rejoindre la tour Carrée.
Le Château Neuf qui s'appuie sur le rempart sud qu'il masque en partie, est un grand bâtiment classique dont l'unique décoration est un avant-corps en légère saillie surmonté d'un fronton triangulaire.

## Protection
Le château est classé au titre des monuments historiques par liste de 1862.